# コレステくん
コレステくん（1984年1月24日 - 2025年6月16日）は、日本の元お笑いタレント、ダンサー。福島県郡山市出身。

## 経歴
高校を卒業後、お笑い芸人になるため上京し2002年デビュー。
昆虫プロを経て、2005年にソニー・ミュージックアーティスツ内のお笑い部門SMA NEET Projectに所属
2006年12月31日第57回NHK紅白歌合戦等の音楽番組、PV、ライブ、イベント等にもDJ OZMAダンサーとして出演。DJ OZMA引退後、六本木にある六本木masuraoに勤務。
2012年3月に病気を理由に芸能活動を縮小し、芸能活動を続けながら都内で保険代理店の営業として働いていた。
2025年6月16日、死去。41歳没。訃報は同月18日、ロックバンド「氣志團」ボーカルの綾小路翔によるInstagram投稿で明らかになった。

## 出演

### CM
- NTTドコモ プッシュトークプラス - 2006年2月
- レック 激落ちくん - 2011年12月
- 明治  明治ボーノチーズ - 2012年4月
- ネイチャーウェイ 飲まなく茶 - 2012年8月

### 音楽番組
- テレビ朝日「ミュージックステーション SUPER LIVE 2006」」(DJ OZMAバックダンサー)　2006年12月
- NHK「POP JAM　X'masスペシャル：DJ OZMAのアゲ♂アゲ♂HOLY☆騎士」(DJ OZMAバックダンサー)2006年12月
- NHK 紅白歌合戦 (DJ OZMAバックダンサー)　2006年12月
- TBS「COUNT DOWN TVスペシャル 年越しプレミアムライブ2006～2007」(DJ OZMAバックダンサー)　2007年1月
- 日本テレビ「Music Lovers」(DJ OZMAバックダンサー)　　2007年6月
- フジテレビ「MUSIC FAIR 21」(DJ OZMAバックダンサー)　　2007年6月
- フジテレビ「HEY!HEY!HEY! MUSIC CHAMP」(DJ OZMAバックダンサー) 　2007年8月
- 日本テレビ「音楽戦士 MUSIC FIGHTER」(DJ OZMAバックダンサー) 　2007年9月
- 日本テレビ「THE M」(DJ OZMAバックダンサー) 2008年4月
- TBS 「Dynamite!!」(DJ OZMAバックダンサー) 2008年12月

### バラエティ番組
- TBS UN街 (コレステくん)　2004年3月
- フジテレビ とんねるずのみなさんのおかげでした（スパイダメン）2011年3月・6月・8月

### PV
- FREAKY FROG　『nervous breakdown』 2006年1月
- DJ OZMA 『E.YO.NE!!』 　2007年12月
- DJ OZMA『マッチ棒』 2007年12月
- DJ OZMA 『Spiderman』 2007年12月
- DJ OZMA 『DRINKIN'BOYS』2008年12月

### LIVE
- DJ OZMA  "I ♥ PARTY PEOPLE" TOUR2006 LUV-XURY　2006年11月
- DJ OZMA  "I ♥ PARTY PEOPLE" TOUR2007 THANK-TUARY　2007年7月
- DJ OZMA  "I ♥ PARTY PEOPLE" TOUR2008 Viva La Scandal Party!!” 2008年8月
- DJ OZMA  "DJ OZMA THE FINAL PARTY "“OFFO” -OZMA FOREVER FOREVER OZMA- 2008年12月
- 矢島美容室  ファン感謝祭 （バックバンド）2010年3月
- 氣志團 極東ROCK'N'ROLL HIGH SCHOOL 氣志團 VS DJ OZMA 2011年 12月

### DVD
- 群雄割拠!SMA お笑いカーニバル1.2.3
- DJ OZMA "I ♥ PARTY PEOPLE" TOUR2006 LUV-XURY
- DJ OZMA "I ♥ PARTY PEOPLE" TOUR2007 THANK-TUARY
- DJ OZMA "I ♥ PARTY PEOPLE" TOUR2008 Viva La Scandal Party!!”
- DJ OZMA"DJ OZMA THE FINAL PARTY "“OFFO” -OZMA FOREVER FOREVER OZMA-
- DEBU1グランプリ～NEXTデブスターを探せ！～[2]
- 極東ROCK'N'ROLL HIGH SCHOOL 氣志團 VS DJ OZMA